# Sacred Harp
Sacred Harp („Heilige Harfe“) ist als Geistliches Lied in den Vereinigten Staaten in den ersten Siedlungsgebieten Neuenglands entstanden, von wo aus sich diese volkstümliche Form des mehrstimmigen Singens bis in die Südstaaten verbreitete.

## Geschichte
Diese bis heute lebendige Musikform geht zurück auf das im Jahr 1844 von Benjamin Franklin White und Elisha J. King herausgegebene Shape-Note-Liederbuch The Sacred Harp, von dem es im Laufe der Jahre verschiedene Neuauflagen gab. Der Name Sacred Harp meint den Zusammenklang der menschlichen Stimmen. Sacred Harp-Musik wird in Gottesdiensten und bei besonderen Veranstaltungen, den sogenannten „Singings“, gesungen und auf speziellen Singing Schools gelehrt.

## Notation
Sacred-Harp-Sänger verwenden Shape Notes mit verschiedenen Formen der Notenköpfe, die dem Leser erleichtern, die Intervalle zu erkennen. Bei den Gesangbüchern, die den Titel "The Sacred Harp" tragen, sind es vier Formen, die mit den Solmisations-Silben Fa, So, La, Mi korrespondieren. Dabei kommt, Mi ausgenommen, jede Form zweimal pro Oktave vor.
Fa ist ein Dreieck, Sol ein Oval, La ein Rechteck und Mi eine Raute.

## Aufführungspraxis
Der Gesang ist vierstimmig, die Ausführenden stehen oder sitzen einander zugewandt in einem Quadrat (dem „Square“), wobei jeder Seite des Quadrats eine der vier Stimmlagen (SATB) zugeordnet ist. Dabei stehen sich Bass und Sopran sowie Tenor und Alt gegenüber. Eine Besonderheit, die zu einer Art von Mixturklang führt, ist die oktavierende Verdoppelung der Sopranstimme durch männliche Tenorstimmen (eine Oktave tiefer) bzw. der Tenorstimme durch Sopranstimmen (eine Oktave höher).
Sacred Harp kennt keine absoluten Tonhöhen. Die Shape-Noten repräsentieren Tonabstände in einem "gleitenden" System. Für ein Lied in der Tonart C bezeichnet Fa C und F; bei einem Lied in G steht es für G und C. Des Weiteren werden die Lieder in der Regel nicht in der im Gesangbuch notierten Tonhöhe gesungen, sondern etwas tiefer; die tatsächliche Tonhöhe gibt für jedes Lied ein „Keyer“ oder „Pitcher“ vor, nach seiner Einschätzung, welche Höhe angebracht ist. Stimmgabeln oder Stimmpfeifen werden nicht verwendet.
Sacred-Harp-Sänger singen üblicherweise die erste Strophe jedes Liedes mit den Tonsilben, erst danach den Text. Diese Methode hilft, mit den Shapes und den dazugehörigen Intervallen vertraut zu werden.